# Liste over operaer af Antonio Vivaldi
Dette er en komplet liste over operaer af Antonio Vivaldi (1678–1741).
Vivaldi hævdede selv at have komponeret 94 operaer; for 49 af disse er han sikkert identificeret som ophavsmand. Videre er 22 af disse bevaret i autografe partitur, 16 er helt i Vivaldis håndskrift. De fleste opbevares i nationalbibliotket i Torino, sammen med omtrent 450 manuskripter af Vivaldis værker i omtrent alle af hans tids musikformer.
Praksis med at omarbejde værker under forskellige titler og skabe pastiger har forvirret musikforskere.
Alle Vivaldis værker regnes som dramma per musica, som var hans egen samtids betegnelse på det som senere fik navnet opera seria.
| Tegnforklaring :                           |
| ------------------------------------------ |
| musikken er helt tabt                      |
| musikken er bevaret, i det mindste delvist |

| RV     | Titel                                                         | Libretto                              | Premieredato               | Sted, teater                                                                                       | Bemærkninger                                                                                  |
| ------ | ------------------------------------------------------------- | ------------------------------------- | -------------------------- | -------------------------------------------------------------------------------------------------- | --------------------------------------------------------------------------------------------- |
| 729    | Ottone in villa                                               | Domenico Lalli                        | Maj 1713                   | Vicenza, Teatro di Piazza                                                                          |                                                                                               |
| 727    | Orlando finto pazzo                                           | Grazio Braccioli                      | November 1714              | Venedig, Teatro Sant’Angelo                                                                        |                                                                                               |
| 724    | Nerone fatto Cesare                                           | Matteo Noris                          | Karnevalet 1715            | Venedig, Teatro Sant’Angelo                                                                        | pasticcio (Francesco Gasparini, Giuseppe Maria Orlandini, Carlo Francesco Pollarolo, Vivaldi) |
| 706    | La costanza trionfante degl'amori e de gl'odii                | Antonio Marchi                        | Karnevalet 1716            | Venedig, Teatro San Moisè                                                                          | omarbeidet som Artabano, re dei Parti (RV 701) i 1718, så som Doriclea (RV 708) i 1732        |
| 700    | Arsilda, regina di Ponto                                      | Domenico Lalli                        | 27. eller 28. oktober 1716 | Venedig, Teatro Sant’Angelo                                                                        |                                                                                               |
| 719    | L'incoronazione di Dario                                      | Adriano Morselli                      | 23. januar 1717            | Venedig, Teatro Sant’Angelo                                                                        |                                                                                               |
| 737    | Tieteberga                                                    | Antonio Maria Lucchini                | 16. oktober 1717           | Venedig, Teatro San Moisè                                                                          |                                                                                               |
| Anh 58 | Il vinto trionfante del vincitore                             | Antonio Marchi                        | Høsten 1717                | Venedig, Teatro Sant’Angelo                                                                        | pasticcio, trolig med nogen musik af Vivaldi                                                  |
| 701    | Artabano, re dei Parti                                        | Antonio Marchi                        | Karnevalet 1718            | Venedig, Teatro San Moisè                                                                          | omarbejdelse av La costanza trionfante (RV 706)                                               |
| 699    | Armida al campo d'Egitto                                      | Giovanni Palazzi                      | Karnevalet 1718            | Venedig, Teatro San Moisè. Flere fremførelser i Venedig den 26. december 1730 og 12. februar 1738. | omarbejdet som Gl’inganni per vendetta (RV 720) i 1720                                        |
| 732    | Scanderbeg                                                    | Antonio Salvi                         | 22. juni 1718              | Firenze, Teatro della Pergola                                                                      | Baseret på Skanderbegs liv                                                                    |
| 736    | Teuzzone                                                      | Apostolo Zeno                         | 28. december 1718          | Mantova, Teatro Arciducale                                                                         |                                                                                               |
| 738    | Tito Manlio                                                   | Matteo Noris                          | Karnevalet 1719            | Mantova, Teatro Arciducale                                                                         |                                                                                               |
| 778    | Tito Manlio                                                   | Matteo Noris                          | Karnevalet 1720            | Rom, Teatro della Pace                                                                             | pasticcio. Akt III af Vivaldi.                                                                |
| 704    | La Candace, o siano Li veri amici                             | Francesco Silvani og Domenico Lalli   | Karnevalet 1720            | Mantova, Teatro Arciducale                                                                         |                                                                                               |
| 720    | Gl’inganni per vendetta                                       | Giovanni Palazzi eller Domenico Lalli | 1720                       | Vicenza, Teatro delle Grazie                                                                       | omarbejdelse af Armida al campo d’Egitto (RV 699)                                             |
| 739    | La verità in cimento                                          | Giovanni Palazzi                      | 26. oktober (?) 1720       | Venedig, Teatro Sant’Angelo                                                                        |                                                                                               |
| 715    | Filippo re di Macedonia                                       | Domenico Lalli                        | 27. december 1720          | Venedig, Teatro Sant’Angelo                                                                        | pasticcio                                                                                     |
| 734    | La Silvia                                                     | Enrico Bissari                        | 28. august 1721            | Milano, Reggio Ducale                                                                              |                                                                                               |
| 710    | Ercole su'l Termodonte                                        | Giacomo Francesco Bussani             | Januar 1723                | Rom, Teatro Capranica                                                                              |                                                                                               |
| 717    | Giustino                                                      | Nicolò Beregan / Pietro Pariati       | Karnevalet 1724            | Rom, Teatro Capranica                                                                              |                                                                                               |
| 740    | La virtù trionfante dell’amore, e dell’odio, overo Il Tigrane | Francesco Silvani                     | Karnevalet 1724            | Rom, Teatro Capranica                                                                              | pasticcio (kun akt II af Vivaldi)                                                             |
| 721    | L’inganno trionfante in amore                                 | Matteo Noris                          | Høsten 1725                | Venedig, Teatro Sant’Angelo                                                                        |                                                                                               |
| 707    | Cunegonda                                                     | Agostino Piovene                      | 29. januar 1726            | Venedig, Teatro Sant’Angelo                                                                        |                                                                                               |
| 712    | La fede tradita e vendicata                                   | Francesco Silvani                     | 16. februar 1726           | Venedig, Teatro Sant’Angelo                                                                        |                                                                                               |
| Anh 55 | La tirannia castigata                                         | Francesco Silvani                     | Karnevalet 1726            | Prag, Sporck teater                                                                                |                                                                                               |
| 709    | Dorilla in Tempe                                              | Antonio Maria Lucchini                | 9. november 1726           | Venedig, Teatro Sant’Angelo                                                                        | pasticcio                                                                                     |
| 722    | Ipermestra                                                    | Antonio Salvi                         | 25. januar 1727            | Firenze, Teatro della Pergola                                                                      |                                                                                               |
| 711    | Farnace                                                       | Antonio Maria Lucchini                | 10. februar 1727           | Venedig, Teatro Sant’Angelo                                                                        |                                                                                               |
| 735    | Siroe, re di Persia                                           | Metastasio                            | Kristi himmelfart 1727     | Reggio Emilia, Teatro Pubblico                                                                     |                                                                                               |
| 728    | Orlando furioso                                               | Grazio Braccioli                      | Hausten 1727               | Venedig, Teatro Sant’Angelo                                                                        |                                                                                               |
| 730    | Rosilena ed Oronta                                            | Giovanni Palazzi                      | Karnevalet 1728            | Venedig, Teatro Sant’Angelo                                                                        |                                                                                               |
| 702    | L'Atenaide                                                    | Apostolo Zeno                         | 29. december 1728          | Firenze, Teatro della Pergola, 29. december 1728                                                   |                                                                                               |
| 697    | Argippo                                                       | Domenico Lalli                        | Høsten 1730                | Prag, Sporck teater                                                                                | Syv arier blev opdaget i Regensburg af Ondrej Macek                                           |
| 696    | Alvilda regina de' Goti                                       | Giulio Cesare Corradi                 | Våren 1731                 | Prag, Sporck teater                                                                                | bare nogen arier af Vivaldi, trolig fra andre operaer                                         |
| 733    | Semiramide                                                    | Francesco Silvani og Domenico Lalli   | Karnevalet 1731            | Mantova, Teatro Arciducale                                                                         |                                                                                               |
| 714    | La fida ninfa                                                 | Francesco Scipione                    | Karnevalet 1732            | Verona, Teatro Filarmonico                                                                         |                                                                                               |
| 708    | Doriclea                                                      | Antonio Marchi                        | 1732                       | Prag, Sporck teater                                                                                | omarbejdelse af La costanza trionfante (RV 706)                                               |
| 723    | Motezuma                                                      | Girolamo Alvise Giusti                | 14. november 1733          | Venedig, Teatro Sant’Angelo                                                                        |                                                                                               |
| 725    | L'Olimpiade                                                   | Metastasio                            | 17. februar 1734           | Venedig, Teatro Sant’Angelo                                                                        |                                                                                               |
| 695    | L’Adelaide                                                    | Antonio Salvi                         | Karnevalet 1735            | Verona, Teatro Filarmonico                                                                         |                                                                                               |
| 703    | Il Tamerlano (Il Bajazet)                                     | Agostino Piovene                      | Karnevalet 1735            | Verona, Teatro Filarmonico                                                                         | pasticcio                                                                                     |
| 718    | Griselda                                                      | Apostolo Zeno / Carlo Goldoni         | 18. maj 1735               | Venedig, Teatro San Samuele, 18. maj 1735                                                          |                                                                                               |
| 698    | Aristide                                                      | Carlo Goldoni                         | Hausten 1735               | Venedig, Teatro San Samuele                                                                        |                                                                                               |
| 716    | Ginevra principessa di Scozia                                 | Antonio Salvi                         | 17. januar 1736            | Firenze, Teatro della Pergola                                                                      |                                                                                               |
| 705    | Catone in Utica                                               | Metastasio                            | 26. maj 1737               | Verona, Teatro Filarmonico                                                                         |                                                                                               |
| 726    | L'oracolo in Messenia                                         | Apostolo Zeno                         | 30. desember 1737          | Venedig, Teatro Sant’Angelo                                                                        |                                                                                               |
| 777    | Il giorno felice                                              | ?                                     | 1737                       | Venedig                                                                                            |                                                                                               |
| 731    | Rosmira (Rosmira fedele)                                      | Silvio Stampiglia                     | 27. januar 1738            | Venedig, Teatro Sant’Angelo                                                                        | pasticcio arrangeret af Vivaldi af musik af Hasse, Pergolèse, Händel, etc.)                   |
| 713    | Feraspe                                                       | Francesco Silvani                     | 1739                       | Venedig, Teatro Sant’Angelo                                                                        |                                                                                               |